# Levroux
Levroux é uma comuna francesa na região administrativa do Centro, no departamento Indre. Estende-se por uma área de 82.32 km². Em 2010 a comuna tinha 2 968 habitantes (densidade: 36,1 hab./km²).
Em 1 de janeiro de 2016, foi incorporada a antiga comuna de Saint-Martin-de-Lamps; e em 1 de janeiro de 2019, foi incorporada a antiga comuna de Saint-Pierre-de-Lamps.